# Andrzejówka (powiat biłgorajski)
Andrzejówka – wieś w Polsce położona w województwie lubelskim, w powiecie biłgorajskim, w gminie Biłgoraj.
W latach 1975–1998 miejscowość należała administracyjnie do województwa zamojskiego. 
Wieś jest sołectwem w gminie Biłgoraj. Według Narodowego Spisu Powszechnego z roku 2011 wieś liczyła 210 mieszkańców i była dziewiętnastą co do wielkości miejscowością gminy.
Wierni Kościoła rzymskokatolickiego należą do parafii Matki Bożej Bolesnej w Korytkowie Dużym.

## Historia
Andrzejówka to dawna wieś Myszaki osadzona prawdopodobnie na przełomie XVIII i XIX wieku. 
Według zapisów z roku 1806 r. w parafii Sól odnotowano wieś Myszaki (Akta wizytacyjne Diecezji Lubelskiej 208 63). W 1830 r. zapisano wieś jako  Myszaki vel Jędrzejówka (Akta wizytacyjne Diecezji Lubelskiej 208 63). Pod nazwą Andrzejówka wieś występuje w nocie SgKP z roku 1880., chociaż jeszcze w 1899 r. występuje Jędrzejówka (Cat 37 – akta diecezjalne). W 1921 r. wieś Andrzejówka w ówczesnej gminie Kocudza liczyła 47 budynków i 245 mieszkańców (Spis powszechny z roku 1921).